# Уряд Боснії і Герцеговини
Рада міністрів Боснії і Герцеговини  (босн. і хорв. Vijeće ministara Bosne i Hercegovina, серб. Савјет министара Босне и Херцеговине) — вищий орган виконавчої влади Боснії і Герцеговини.

## Голова уряду
- Голова Ради міністрів — Зоран Тегелтія (англ. Zoran Tegeltija).
- Заступник голови Ради міністрів Боснії і Герцеговини — Вєкослав Беванда (англ. Vjekoslav Bevanda).
- Заступник голови Ради міністрів Боснії і Герцеговини — Бісера Туркович (англ. Bisera Turković).

## Кабінет міністрів
Склад чинного уряду подано станом на 23 листопада 2016 року.
| Логотип | Міністерство                                             | Міністр                              | Фото | Час на посаді | Час на посаді | Партія | Партія | Вебсайт |
| ------- | -------------------------------------------------------- | ------------------------------------ | ---- | ------------- | ------------- | ------ | ------ | ------- |
|         | Міністерство безпеки                                     | Селмо Цикотич (Selmo Cikotić)        |      |               |               |        |        |         |
|         | Міністерство цивільних справ                             | Анкиця Гуделєвич (Ankica Gudeljević) |      |               |               |        |        |         |
|         | Міністерство з прав людини і біженців                    | Мілош Лучич (Miloš Lučić)            |      |               |               |        |        |         |
|         | Міністерство зовнішньої торгівлі та економічних відносин | Сташа Кошарац (Staša Košarac)        |      |               |               |        |        |         |
|         | Міністерство закордонних справ                           | Бісера Туркович (Bisera Turković)    |      |               |               |        |        |         |
|         | Міністерство оборони                                     | Сіфет Поджич (Sifet Podžić)          |      |               |               |        |        |         |
|         | Міністерство зв'язку і транспорту                        | Воїн Митрович (Vojin Mitrović)       |      |               |               |        |        |         |
|         | Міністерство фінансів                                    | Вєкослав Беванда (Vjekoslav Bevanda) |      |               |               |        |        |         |
|         | Міністерство юстиції                                     | Йосип Грубеша (Josip Grubeša)        |      |               |               |        |        |         |

### Уряд Федерації Боснії і Герцеговини
- Прем'єр-міністр — Фаділь Новалич (англ. Fadil Novalic).
- Перший віце-прем'єр-міністр — Єлка Мілічевич (англ. Jelka Milicevic).
- Другий віце-прем'єр-міністр — Александар Реметич (англ. Aleksandar Remetic).

| Логотип | Міністерство                                                      | Міністр                                                     | Фото | Час на посаді | Час на посаді | Партія | Партія | Вебсайт |
| ------- | ----------------------------------------------------------------- | ----------------------------------------------------------- | ---- | ------------- | ------------- | ------ | ------ | ------- |
|         | Міністерство біженців і переміщених осіб                          | Едін Рамич (Edin Ramic)                                     |      |               |               |        |        |         |
|         | Міністерство ветеранів                                            | Шалко Букваревич (Salko Bukvarevic)                         |      |               |               |        |        |         |
|         | Міністерство внутрішніх справ                                     | Альоша Кампара (Aljosa Campara)                             |      |               |               |        |        |         |
|         | Міністерство екології і туризму                                   | Снєжана Солдат (Snjezana Soldat)                            |      |               |               |        |        |         |
|         | Міністерство енергетики, гірництва і промисловості                | Реуф Байрович (Reuf Bajrovic)                               |      |               |               |        |        |         |
|         | Міністерство культури і спорту                                    | Зора Дужмович (Zora Dujmovic)                               |      |               |               |        |        |         |
|         | Міністерство міського планування                                  | Йосип Мартич (Josip Martic)                                 |      |               |               |        |        |         |
|         | Міністерство науки і освіти                                       | Ельвіра Чемалович-Дільберович (Elvira Cemalovic-Dilberovic) |      |               |               |        |        |         |
|         | Міністерство охорони здоров'я                                     | Вєкослав Мандич (Vjekoslav Mandic)                          |      |               |               |        |        |         |
|         | Міністерство праці та соціальної допомоги                         | Мілан Манділович (Milan Mandilovic)                         |      |               |               |        |        |         |
|         | Міністерство промисловості, підприємництва та ремісництва         | Емір Жукич (Amir Zukic)                                     |      |               |               |        |        |         |
|         | Міністерство сільського і лісового господарств та водних ресурсів | Шемшудін Дедич (Semsudin Dedic)                             |      |               |               |        |        |         |
|         | Міністерство торгівлі                                             | Александар Реметич (Aleksandar Remetic)                     |      |               |               |        |        |         |
|         | Міністерство транспорту та зв'язку                                | Денис Лашич (Denis Lasic)                                   |      |               |               |        |        |         |
|         | Міністерство фінансів                                             | Єлка Мілічевич (Jelka Milicevic)                            |      |               |               |        |        |         |
|         | Міністерство юстиції                                              | Матол Йожич (Mato Jozic)                                    |      |               |               |        |        |         |

### Уряд Республіки Сербської
- Прем'єр-міністр — Желька Цвіянович (англ. Zeljka Cvijanovic).

| Логотип | Міністерство                                                   | Міністр                                 | Фото | Час на посаді | Час на посаді | Партія | Партія | Вебсайт |
| ------- | -------------------------------------------------------------- | --------------------------------------- | ---- | ------------- | ------------- | ------ | ------ | ------- |
|         | Міністерство біженців та переміщених осіб                      | Давор Кордас (Davor Cordas)             |      |               |               |        |        |         |
|         | Міністерство внутрішніх справ                                  | Драган Лукач (Dragan Lukac)             |      |               |               |        |        |         |
|         | Міністерство державного управління та місцевого самоврядування | Лейла Ресич (Lejla Resic)               |      |               |               |        |        |         |
|         | Міністерство економіки                                         | Златан Клокич (Zlatan Klokic)           |      |               |               |        |        |         |
|         | Міністерство молоді, сім'ї та спорту                           | Ясміна Давидович (Jasmina Davidovic)    |      |               |               |        |        |         |
|         | Міністерство міського планування та екології                   | Сребренка Голич (Srebrenka Golic)       |      |               |               |        |        |         |
|         | Міністерство науки і технології                                | Ясмін Комич (Jasmin Komic)              |      |               |               |        |        |         |
|         | Міністерство освіти і культури                                 | Дане Малешевич (Dane Malesevic)         |      |               |               |        |        |         |
|         | Міністерство охорони здоров'я і соціального забезпечення       | Драган Богданич (Dragan Bogdanic)       |      |               |               |        |        |         |
|         | Міністерство праці та у справах ветеранів                      | Міленко Саванович (Milenko Savanovic)   |      |               |               |        |        |         |
|         | Міністерство промисловості, енергетики і гірництва             | Петар Джокич (Petar Djokic)             |      |               |               |        |        |         |
|         | Міністерство сільського господарства                           | Штево Мірьянич (Stevo Mirjanic)         |      |               |               |        |        |         |
|         | Міністерство торгівлі та туризму                               | Предгар Глухакович (Predrag Gluhakovic) |      |               |               |        |        |         |
|         | Міністерство транспорту і зв'язку                              | Недьйо Трнинич (Nedjo Trninic)          |      |               |               |        |        |         |
|         | Міністерство фінансів                                          | Зоран Тегельтія (Zoran Tegeltija)       |      |               |               |        |        |         |
|         | Міністерство юстиції                                           | Антон Касіпович (Anton Kasipovic)       |      |               |               |        |        |         |